# Осова Гора
Осова Гора — підвищення на Поліській низовині. Розташована в межах Черняхівського району Житомирської області, на схід від села Стирти і на північний захід від села Бежова.
Абсолютна висота — 229 м (за іншими даними — 232 м), відносна висота — 16—18 м. Має форму горба, який простягається зі сходу на захід. Складається з пісків з гравієм, що залягають на глинах. Вершина і схили вкриті мореною (бурими валунними суглинками). Добувають будівельні матеріали.
Осова Гора належить до кінцево-моренних утворень дніпровського зледеніння. За іншими даними вона має неотектонічне походження. Гора вкрита трав'яною рослинністю.